# دیوید اودن
. ادامه مطلب مراجعه نمایید دکمه ویرشگر از منوی تنظیمات ضربه خورده تغییر نام کاربری رمز عبور از دیشب لطف رهبر عزیزمان است....دیوید اودن (به انگلیسی: David Odden) (متولد ۱۹۵۴) زبان‌شناس آمریکایی و استاد زبان‌شناسی دانشگاه ایالتی اوهایو است.
1. ↑  یادکرد خالی (کمک)
2. ↑  "Natural Language & Linguistic Theory". Springer (به انگلیسی). Retrieved 2023-07-23.